# A Guerra Acabou
A Guerra Acabou (em francês:  La guerre est finie; em sueco:  Kriget är slut) é um filme franco-sueco de 1966 dirigido por Alain Resnais.
Foi premiado como melhor filme estrangeiro pelo New York Film Critics Circle, e o roteiro, de Jorge Semprún, foi indicado ao Oscar.

## Elenco
- Yves Montand.... Diego Mora
- Ingrid Thulin.... Marianne
- Geneviève Bujold.... Nadine Sallanches
- Jean Dasté.... Chefe
- Dominique Rozan.... Jude
- Jean-François Rémi.... Juan
- Marie Mergey.... Madame Lopez
- Jacques Wallet.... policial
- Michel Piccoli.... inspetor